# ポーサリー郡

ポーサリー郡
Pòsali

ポーサリー郡（ポーサリーぐん、ハイチ語: Pòsali）あるいはポール＝サリュー郡（フランス語: Port-Salut） はハイチ南西部、南県南部の郡。北東にオカイ郡、北西にコトー郡と接し、南はカリブ海に突き出している。面積は郡の中では最も小さい。
ポール＝サリューと北部にアニケー、東部にサン・ジャン・ディシドの3つのコミーンが置かれている。郵便番号は82から始まる。

## 脚註
1. 1 2  “Haiti: administrative units, extended”.   GeoHive.com. 2016年10月5日時点のオリジナルよりアーカイブ。2021年8月10日閲覧。
2. ↑  “POPULATION TOTALE, POPULATION DE 18 ANS ET PLUS MÉNAGES ET DENSITÉS ESTIMÉS EN 2015” (pdf).   Institut Haïtien de Statistique et d’Informatique (IHSI). pp. 16 - 17 (2015年3月). 2021年8月10日閲覧。